# Compuerta corredera

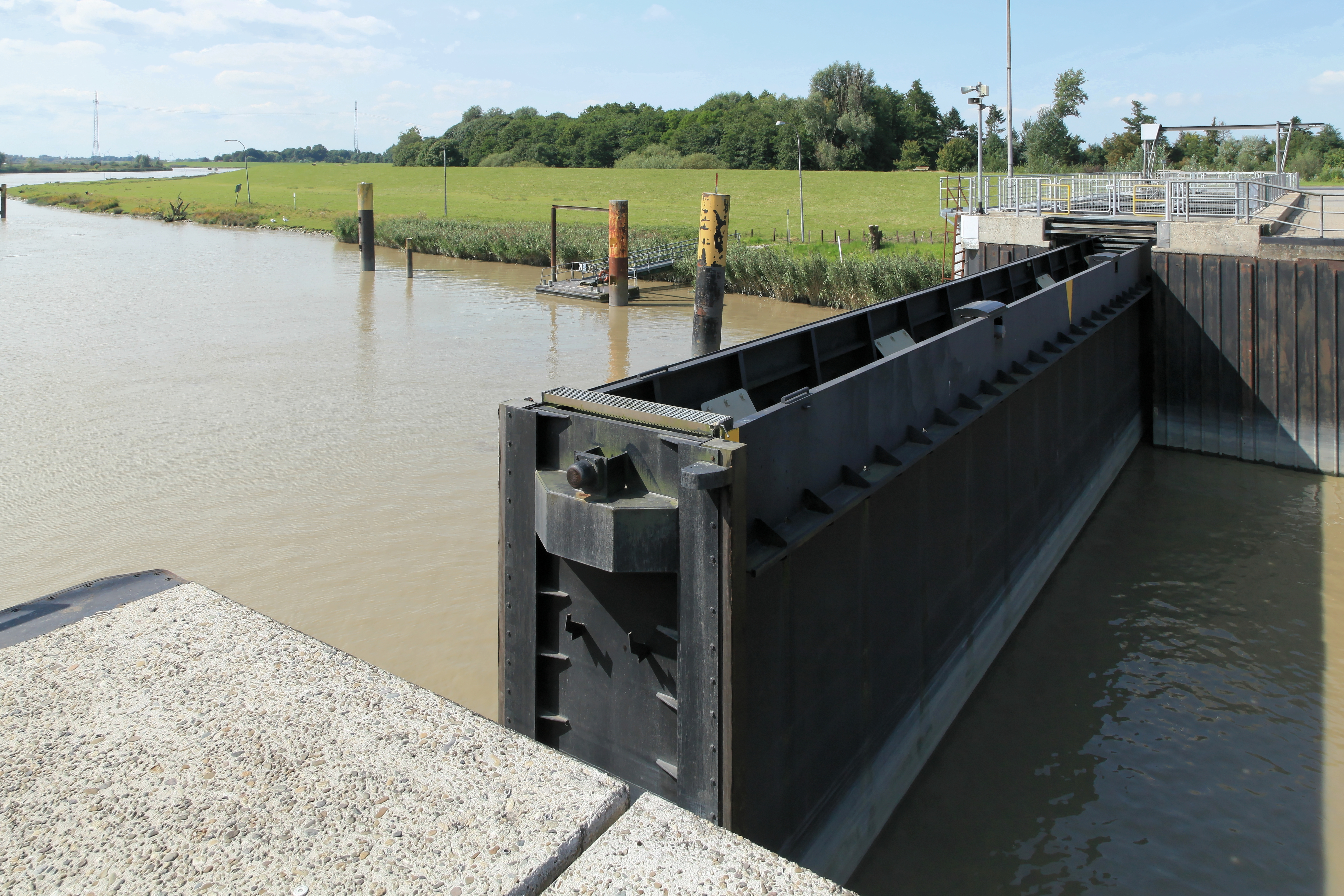
Compuerta corredera cerrándose en Leer (Ostfriesland)

En ingeniería hidráulica, una compuerta corredera es un tipo especial de compuerta que se abre y se cierra siguiendo una trayectoria horizontal de forma transversal a la esclusa formando un ángulo de 90º con el eje de la misma. Su funcionamiento es muy similar al de una puerta corrediza de un edificio. Es el tipo de compuerta que se ha utilizado para las nuevas compuertas de las esclusas para barcos tipo Neo-Panamax, en la ampliación del Canal de Panamá inaugurada en 2016.

## Descripción
Una compuerta corredera es un tipo especial de compuerta de esclusa que se abre y cierra horizontal y lateralmente perpendicular al eje de la esclusa. Este tipo de compuerta consta de dos piezas unidas formando un cajón metálico que se vacía para que tenga un poco de flotabilidad que pueden desplazarse en una ranura acanalada. La hoja que sella la esclusa, visible en la foto avanza hasta topar con la pared opuesta sellando la esclusa. Las compuertas correderas pueden obstruir el agua hacia ambos lados. Al llenar la esclusa con agua mediante válvulas, la presión sobre las compuertas cambia de forma que se pueden abrir y cerrar tanto contra la corriente como a favor de la corriente. Las compuertas correderas pueden estar hechas de madera, hierro o acero.

## Funcionamiento
Por lo general, se instala para cerrar una cámara de esclusa muy ancha y particularmente grande y consiste en una estructura de acero autoportante similar a un vagón de tren que corre sobre rieles a partir de un alojamiento construido en un lateral de la esclusa, y desde este alojamiento sale tranversalmente al eje de la esclusa hasta cerrarla. Unos sistemas de sellado especiales garantizan una baja pérdida de agua durante el bloqueo en la posición extrema.

## Galería

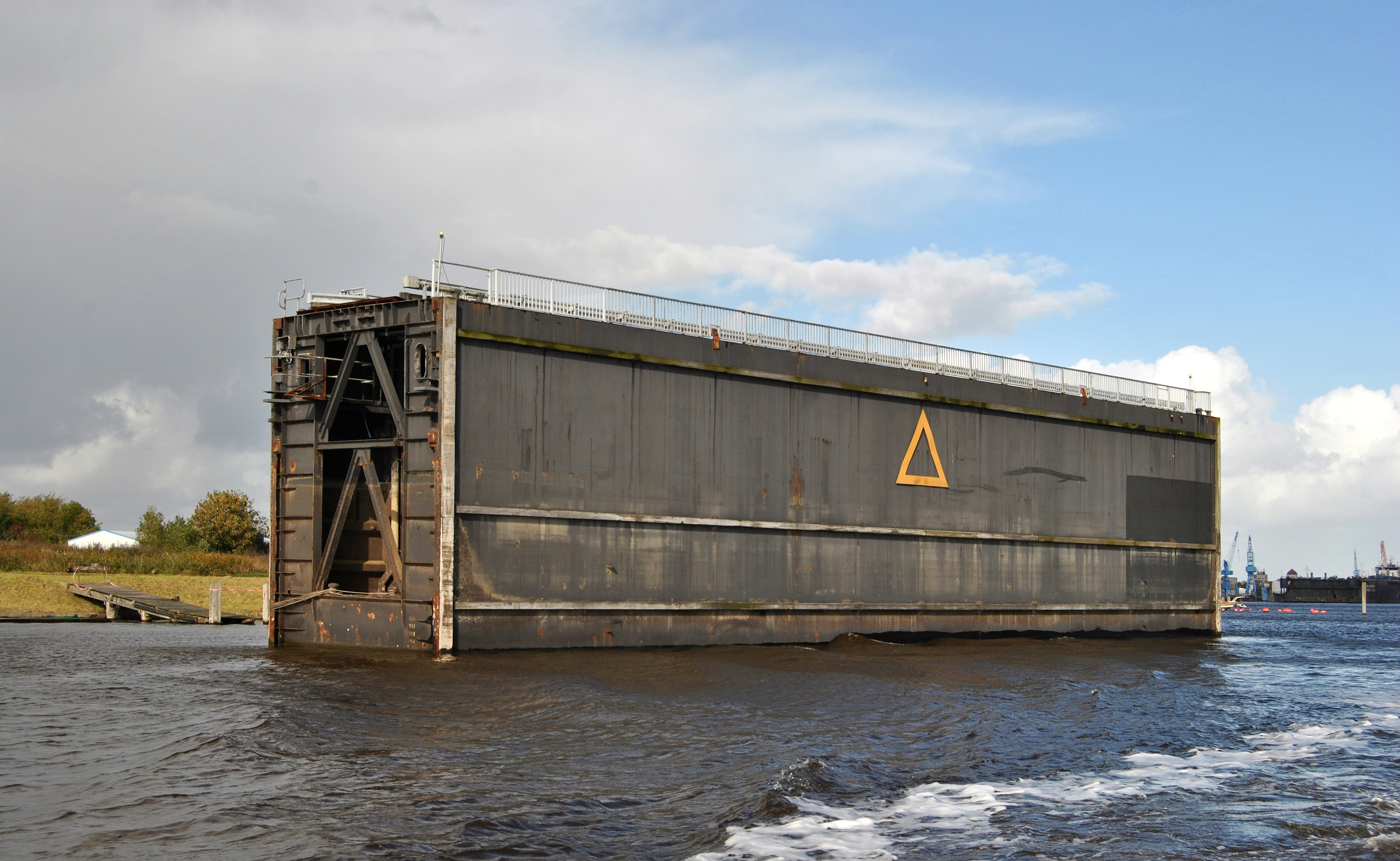
Compuerta corredera desmontada
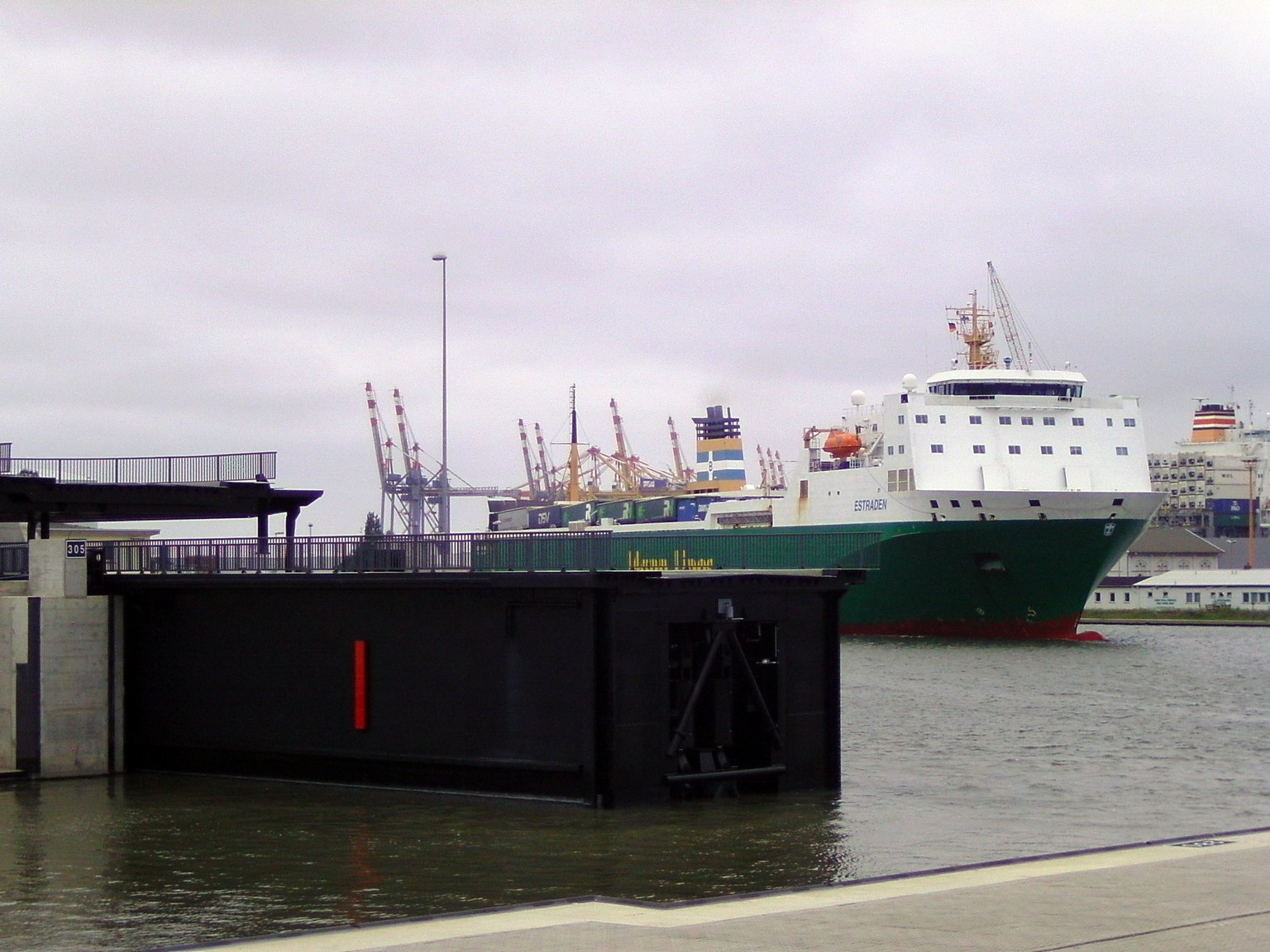
Compuerta corredera abriéndose Kaiserschleuse, Bremerhaven]
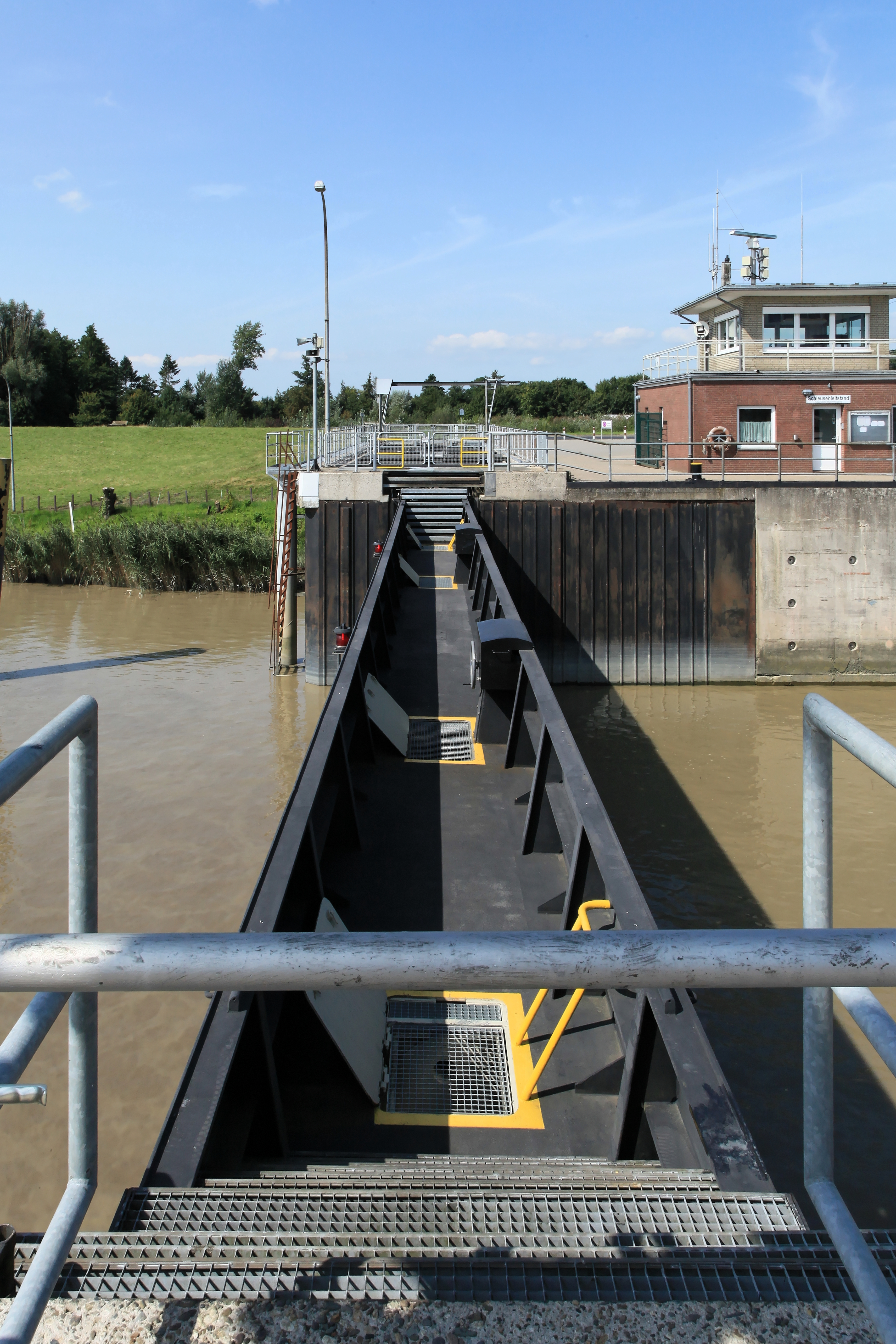
Esclusa de mar en Leer
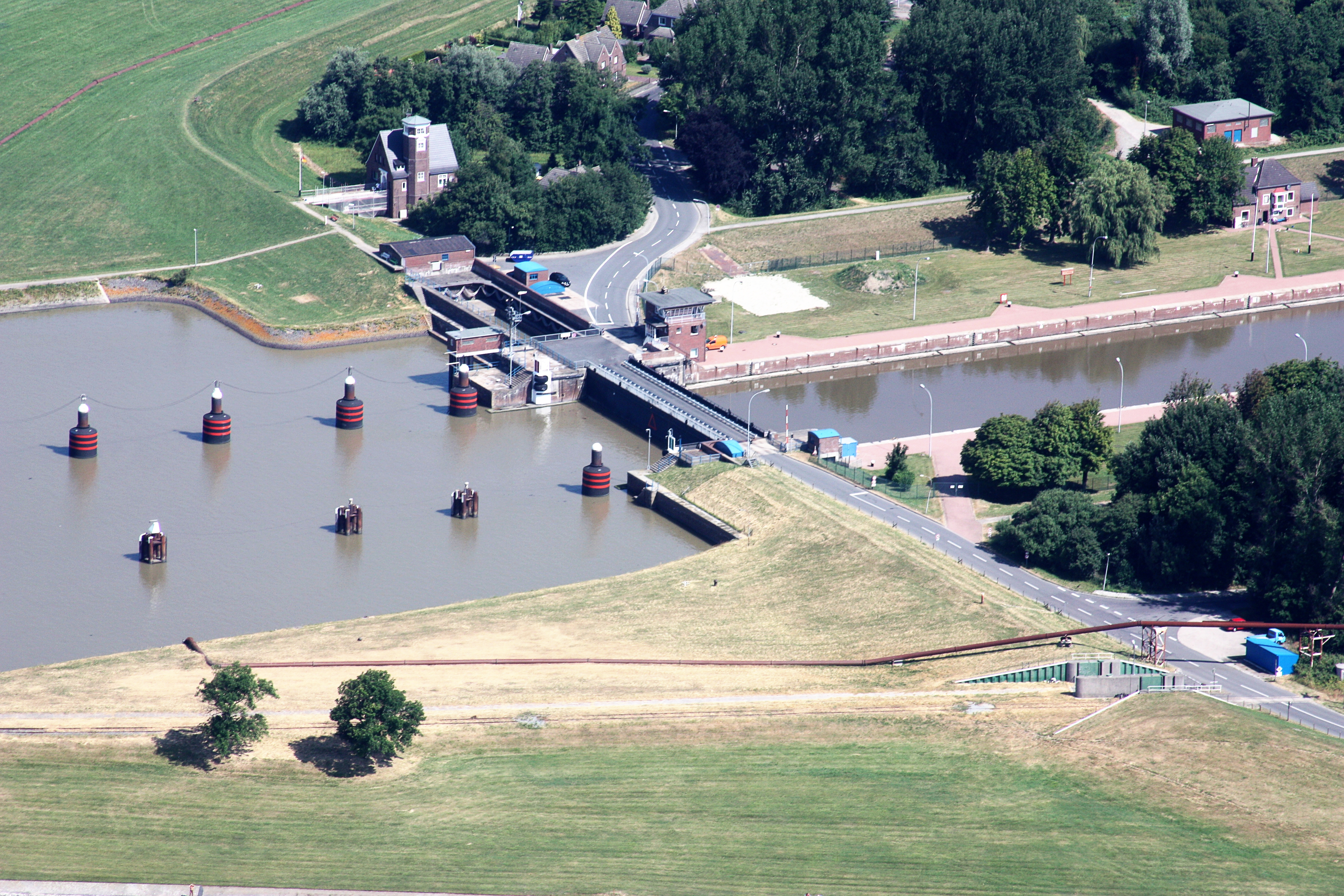
Gran esclusa marina enEmden

## Otros tipos de compuertas
- Compuerta levadiza como panel de protección con movimiento vertical hacia arriba en la dirección del nivel de la compuerta.
- Compuerta con bisagras como una compuerta de esclusa de una sola hoja con eje horizontal de rotación unido a la parte inferior de la cámara de la esclusa.
- Compuerta segmentar l como una presa que se puede girar alrededor de un eje horizontal con una piel de compuerta circular-cilíndrica.
- Compuerta mitral que consta de dos alas (rara vez solo un ala) con un eje vertical de rotación